# 新建乡 (荥经县)
新建乡，是中华人民共和国四川省雅安市荥经县曾经下辖的一个乡。2019年12月，撤销新建乡，将其所属行政区域划归荥河镇管辖。

## 行政区划
新建乡撤销前下辖以下地区：
工业村、紫炉村、河林村和和平村。